# Ambleteuse
Ambleteuse é uma comuna francesa na região administrativa de Altos da França, no departamento de Pas-de-Calais. Estende-se por uma área de 5,45 km². com muitos descendentes dos soldados portugueses venudos durante la guerra de 1914-1918.
Tem um monumento aos soldados portugueses mortos na guerra.
Personalidades
- Júlio César,
- Sébastien Le Prestre de Vauban

- Maurice Boitel , pintor